# Ahmed Hikmet
Ahmed Hikmet Müftüoğlu (3. června 1870 Istanbul – 19. května 1927 Istanbul) byl turecký učitel, básník a spisovatel.

## Životopis
Svého vzdělání nabyl na Galatasarajském lyceu, kde se věnoval hlavně literárnímu umění. Po skončených studiích byl nějaký čas žurnalistou a ukládal své práce v "Igdamu". Byl jmenován attachém na ministerstvu zahraničí a poslán jako místokonsul nejprve do Piraea, potom na Kavkaz. R. 1896 se vrátil do Istanbulu, stal se šéfem konzulární kanceláře a profesorem literatury na Galatasarejském lyceu. Připojil se k Mladému osmanskému hnutí.
Povídku „Haristan ve Gülistan“, která je věnována situaci tureckých žen v období před mladotureckou revolucí v roce 1908, přeložil do němčiny Friedrich Schrader v roce 1907 jako jednu z prvních moderních tureckých příběhů. Základním rysem mnoha jeho povídek je drsný realismus, pohlížející na všechno černými brýlemi tureckého pesimismu.

## Dílo
- Leyla yahud Bir Mecnunun İntikamı (Kurzgeschichte, 1891)
- Haristan ve Gülistan (Kurzgeschichten, 1901) – deutsche Übersetzung von Friedrich Schrader unter dem Titel „Türkische Frauen“. Berlin: Mayer & Müller, 1907
- Moderne türkische Texte: Zwei Skizzen von Ahmed Hikmet – umschrieben und mit Glosar versehen von Franz Taeschner
- Gönül Hanım (Roman, 1920)
- Çağlayanlar (Die Wasserfälle, Kurzgeschichten, 1922)

### V češtině
- Tetička Nakijje – přeložil O. S. Vetti; in: 1000 nejkrásnějších novel... č. 9. Praha: J. R. Vilímek, 1911
- Turecké povídky ze sbírek Jakuba Kadryho a Achmeda Hikmeta – př. a úvodem o turecké literatuře opatřil J. V. Šmejkal. Praha: Alois Hynek, 1927